# Субарахноїдальний крововилив
Субарахноїдальний крововилив (САК), іноді субарахноїдальна кровотеча (лат. haemorrhagia subarachnoidalis) — кровотеча у субарахноїдальний простір, місце між арахноїдальною (павутиноподібною) і м'якою оболонами головного мозку. Симптоми САК: сильний головний біль (часто раптовий, «як удар у голову») з частими нападами блювання, неспокою або зниження рівня свідомості, а також напади епілептичного характеру. У хворого швидко з'являються об'єктивні ознаки менінгеального синдрому — менінгеальні симптоми.

## Історичні факти
Клінічна картина САК вперше була описана Гіппократом. У XVIII столітті була знайдена залежність між аневризмами і САК. Пов'язані симптоми описав единбурзький лікар Біром Брамвель у 1886 році. Лондонський невролог Чарльз П. Сімондс (1890—1978) у 1924 році описав усі головні симптоми САК, а також запропонував термін раптової субарахноїдальної кровотечі. Сімондс також описав використання методів люмбальної пункції і ксантохромії для діагностики.
Перше хірургічне лікування виконав Норман Дотт, учень доктора Гарві Кушинга, який працював в Едінгбурзі. Він запропонував ізоляцію аневризм у 1930 році й став одним із перших, хто застосовував ангіограму для діагностики. Американський балтиморський нейрохірург Волтер Денді ввів у практику кліпування у 1938 році. Мікрохірургічні методи лікування аневризм вперше використали у 1972 році. У 1980 році вперше використали потрійну терапію віддаленої ішемії, викликаної вазоспазмом, а також проведені дослідження використання німодипіну як превентивного засобу цього ускладнення. У 1983 році російський нейрохірург Зубков та його колеги опублікували можливості використання транслюмінальної балонної ангіопластики для попередження вазоспазму після аневризматичної САК. У 1991 році італійський нейрохірург Гвідо Гульєльмі використав койлінг.

## Етіологія і патогенез
Спонтанний, або первинний, субарахноїдальний крововилив (САК) зазвичай відбувається від розриву аневризми поверхневих судин головного мозку. Рідше він буває пов'язаний з атеросклеротичною або мікотичною аневризмою, артеріовенозною мальформацією або геморагічним синдромом.
Приблизно в половині спостережень причиною внутрішньочерепного крововиливу є аневризми судин головного мозку. Вони бувають вродженими й набутими. Зовні аневризма часто має вигляд мішка, в якому розрізняють шийку, тіло і дно. Зазвичай діаметр судинного мішка коливається від декількох міліметрів до 2 см. Аневризми понад 2 см у діаметрі вважають гігантськими. Спостерігають їх однаково часто у чоловіків і жінок. Розриви аневризм зазвичай відбуваються у віці від 25 до 50 років (приблизно в 91 % спостережень). Розрив аневризми майже завжди відбувається в області її дна, де під збільшенням нерідко можна побачити точкові отвори, прикриті тромботичними масами. Улюблена локалізація аневризм — місця розподілу судин I і II порядку на гілки. Найчастіша локалізація аневризм — супраклиноїдний відділ внутрішньої сонної артерії (30-34 %), передня мозкова, передня сполучна артерії — 28—30 %, середня мозкова артерія — 16-20 %, вертебро-базилярна система — 5-15 %. Множинні аневризми спостерігають у 20 % всіх випадків.
При субарахноїдальному крововиливі на 3-4-а добу внаслідок тривалого спазму великих артерій основи мозку розвивається дифузна ішемія мозку, що призводить до постгеморагічних порушень когнітивних функцій (загальмованості, деменції). Часто відзначається вторинне підвищення внутрішньочерепного тиску і посилення головного болю.

## Клінічні ознаки
У клінічному перебігу аневризми головного мозку виділяють три періоди: догеморагічний, геморагічний, постгеморагічний.
У догеморагічному періоді у половини хворих з аневризмами головного мозку захворювання не діагностують. Інші хворі у цьому періоді можуть відзначати локальний головний біль у ділянці чола, очниць (за типом мігрені). Можливі епізоди головного болю з менінгеальними симптомами, які тривають від декількох годин до 1-2 діб. Ці симптоми частіше виникають у людей старше 40 років. Іншими проявами можуть бути епілептичні напади неясного генезу, а також тимчасові порушення функції прилеглих до аневризми нервів: диплопія (подвоєння предметів), косоокість, анізокорія (при здавлюванні III, IV, VI пари черепних нервів), прозопалгія — біль різного генезу в ділянці обличчя — (здавлювання V пари), лицьовий геміспазм (здавлювання VII пари). Зниження гостроти зору і бітемпоральних дефектів полів зору бувають результатом тиску на хіазму, минучі гомонімні геміанопсії — випадіння однойменних (правих чи лівих) половин полів зору — при здавлюванні зорового тракту. Таким хворим нерідко хибно підозрюють офтальмічну мігрень.
Геморагічний період триває 3-5 тижнів після розриву.
Розрив аневризми зазвичай супроводжується гострим інтенсивним головним болем, нерідко з відчуттям жару («як окріп розлився під черепом»). У момент розриву або відразу після нього часто буває короткочасна непритомність (тотальний спазм поверхневих судин мозку з вимиканням функції ретикулярної формації стовбура мозку і гіпоталамуса). Іноді розвивається мозкова кома, однак частіше хворий перебуває в стані оглушення. Кров, що вилилася в цереброспінальну рідину, подразнює мозкові оболони і підвищує внутрішньочерепний тиск, що проявляється головним болем, нудотою, блюванням, запамороченням, брадикардією, уповільненням дихання. Можливі епілептичні напади. Менінгеальні симптоми починають виявляти через добу з моменту субарахноїдального крововиливу. Протягом перших 5-10 днів підвищується температура тіла. Приблизно у чверті хворих з'являються вогнищеві та провідникові симптоми (парези, патологічні стопові знаки), розлади мови, пам'яті, тощо, що пов'язано або зі спазмом відповідної мозкової артерії, або з проникненням крові в мозкову речовину (субарахноїдально-паренхіматозна геморагія). У хворих з діагностованими аневризмами, які не піддавали хірургічному лікуванню, часто виникають повторні кровотечі, особливо при недотриманні постільного режиму в перші 3-4 тижні після субарахноїдального крововиливу.
Залежно від локалізації аневризми з'являються характерні клінічні ознаки:
- При розриві супраклиноїдної аневризми виникає синдром верхньої очної щілини. Його клінічна картина пов'язана з ураженням окорухового нерва (III пари): птоз (опущення верхньої повіки), розширення зіниці, порушення рухів очного яблука вгору, досередини, донизу, локальний біль у лобно-орбітальній ділянці (I гілка V нерва), центральна скотома (пляма) в полі зору, іноді сліпота.
- При розриві аневризми, що локалізується в передньо-мозковій, передньо-сполучній артеріях, з'являються розлади свідомості, порушення психіки, моторна афазія (порушення мови), парез дистальних відділів нижньої кінцівки з одного боку з симптомом Бабінскі.
- Розрив аневризми середньої мозкової артерії супроводжується геміпарезом (геміплегією), геміанестезією, геміанопсією й афазією.
- Розрив аневризми вертебрально-базилярної системи характеризується появою загальномозкових симптомів, ураженням каудальної групи черепних нервів, мозочковими, стовбуровими симптомами з порушенням дихання, аж до його зупинки.

У постгеморагічному періоді є залишкові неврологічні прояви після перенесеного крововиливу. У цей період у хворих, які перенесли мозковий крововилив, велика небезпека появи повторних геморагій, що перебігають тяжче.

### Класифікація
Перша шкала тяжкості була запропонована Хантом та Хессом у 1968:
| Ступінь | Ознаки та симптоми | Виживання |
| ------- | --- | --------- |
| 1       | Асимптоматичність або легкий головний біль з ледь вираженою втратою чутливості шиї                                                              | 70 %      |
| 2       | Головний біль від середнього до тяжкого ступеня болю; втрата чутливості шиї; відсутність неврологічного дефіциту окрім паралічу черепних нервів | 60 %      |
| 3       | В'ялість, сонливість; мінімальний неврологічний дефіцит                                                                                         | 50 %      |
| 4       | Ступор; геміпарез від середнього до тяжкого ступеня важкості; можлива рання децеребральна ригідність та вегетативні дисфункції                  | 20 %      |
| 5       | Глибока кома; децеребральна ригідність; смерть                                                                                                  | 10 %      |

Шкала Фішера класифікує субарахноїдальний крововилив базуючись на результатах КТ сканування.
| Ступінь | Зображення крововиливу                                                                 |
| ------- | -------------------------------------------------------------------------------------- |
| 1       | Не видний                                                                              |
| 2       | Товщина менше 1 мм                                                                     |
| 3       | Товщина більше 1 мм                                                                    |
| 4       | Диффузний або ні з внутрішньошлуночковим крововиливом або паренхіматозним розтягненням |

Шкала була модифікована Клаассеном та його співробітниками для оцінки розміру САК та супровідного внутрішньошлуночкового крововиливу(0 — відсутні; 1 — мінімальний САК без ВШК; 2 — мінімальний САК з ВШК; 3 — велика САК без ВШК; 4 велика САК з ВШК);.
Всесвітня Федерація Нейрохірургів (ВФН) рекомендує використання Шкали Ком Глазго разом з оцінкою вогнищевого нейрологічного дефіциту для визначення ступеню важкості.
| Ступінь | ШКГ   | Вогнищевий нейрологічний дефіцит |
| ------- | ----- | -------------------------------- |
| 1       | 15    | Відсутній                        |
| 2       | 13–14 | Відсутній                        |
| 3       | 13–14 | Наявний                          |
| 4       | 7–12  | Відсутній або присутній          |
| 5       | <7    | Відсутній або присутній          |

Огільві та Картером була запропонована комплексна класифікаційна система для передбачення прогнозу та визначення необхідної терапії. Система має 5 ступенів. При наявності одного з 5 факторів ми додаємо один бал. Ці фактори наступні: вік більший 50; ступінь за шкалою Ханта і Хесса 4-5; ступінь за шкалою Фішера 3-4; розмір аневризми більший 10 мм; післяциркуляційна аневризма більша 25 мм.

## Діагностика
Діагностують субарахноїдальний крововилив за допомогою люмбальної пункції, при якій виявляють кров'янисту (її забарвленість — від рожево-червоного до «журавлинного морсу») спинномозкову рідину, що витікає під підвищеним тиском. Через 6 годин і більше з моменту крововиливу ліквор набуває ксантохромного відтінку внаслідок залуження еритроцитів. Наявність крові в субарахноїдальному просторі можна визначити і при комп'ютерній томографії (КТ) головного мозку. Люмбальні пункції доцільні не тільки з діагностичною, а й з лікувальною метою. Якщо не розвивається повторний субарахноїдальний крововилив, то цереброспінальна рідина поступово очищується і її склад нормалізується приблизно на 3-му тижні.
Гострий субарахноїдальний крововилив іноді імітує інфаркт міокарда, чому можуть сприяти непритомний стан та нейрогенні зміни на ЕКГ. При появі осередкових неврологічних симптомів слід диференціювати субарахноїдальний крововилив від паренхіматозних крововиливів (паренхіматозно-субарахноїдальний крововилив), забоїв або поранень головного мозку, субдуральної гематоми і крововиливу в пухлину мозку. Тому необхідне проведення церебральної ангіографії та комп'ютерної томографії як для диференційної діагностики, так і з метою планування оперативного втручання. Доцільно проводити дослідження всіх 4 головних артерій голови, так як одночасно може бути декілька аневризм. На краніограммах іноді виявляють звапніння стінки аневризми або артеріовенозної мальформації.
При комп'ютерній або магніто-резонансній томографії можна виявити саму аневризму при її розмірах більше 3-5 мм у діаметрі. У геморагічному періоді візуалізується базальний субарахноїдальний крововилив, який може поєднуватися з внутрішньомозковою або внутрішньошлуночковою геморагією.

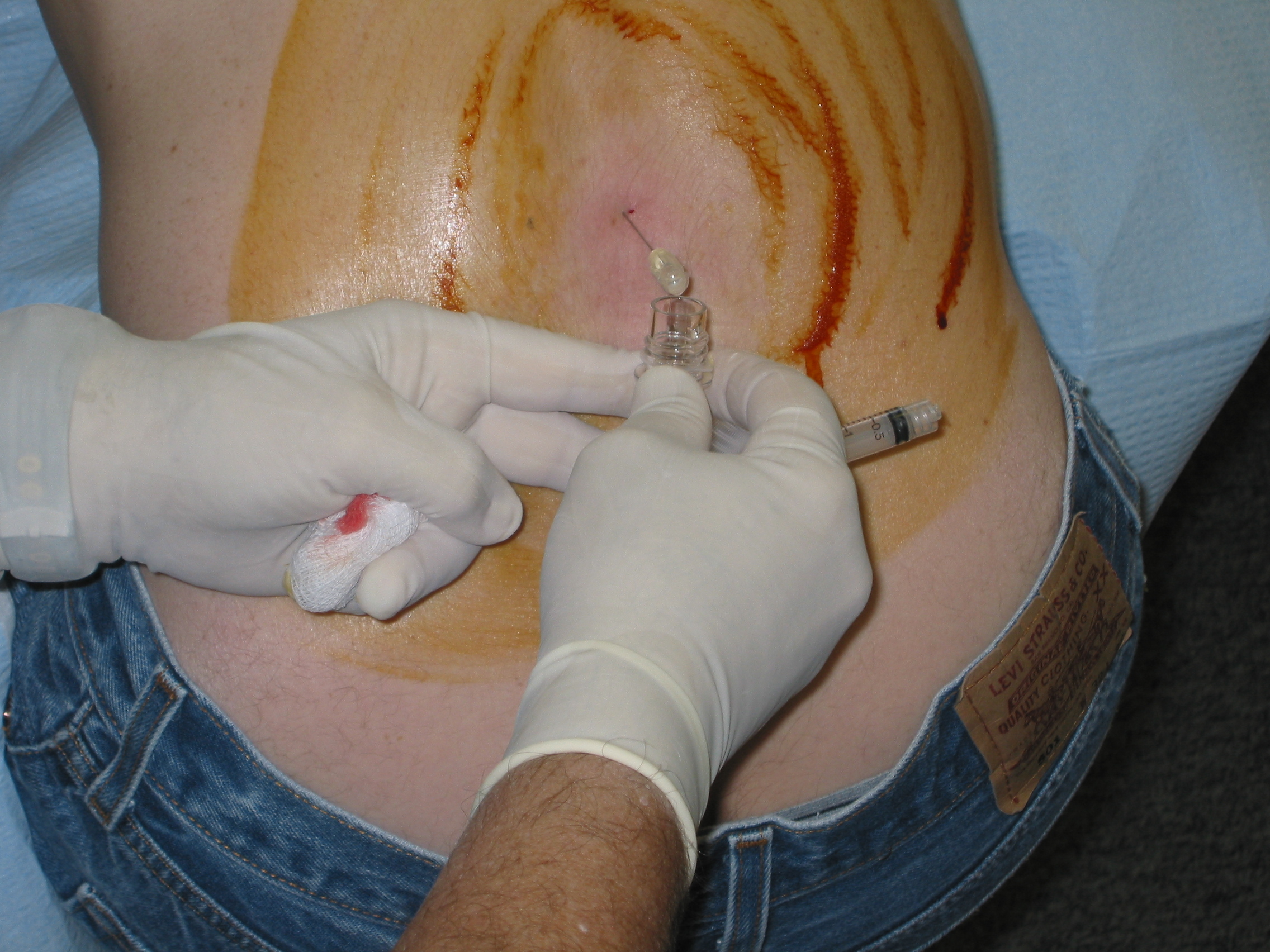
Процедура люмбарної пункції. Операційне поле забарвлене йодовмісними дезінфекторами, які мають коричневий колір

Діагностика симптоматична — типовий головний біль мають 10 % пацієнтів, у решти він може бути спричинений менінгітом, мігренню, тромбозом венозних синусів та іншими захворюваннями. Внутрішньомозкова кровотеча, при якій кровотеча виникає власне у головному мозку, більш поширене захворювання, яке виникає приблизно в 2 рази частіше аніж САК, проте через схожі прояви часто неправильно діагностується. Прояви САКу схожі на такі при мігрені або напруженому головному болі, що нерідко призводить до затримки у використанні КТ сканування. Дослідження 2004 року виявили, що ця помилка діагностики трапляється у 12 % від усіх випадків і більшою мірою стосується людей, у яких трапилась невелика кровотеча. Помилка в діагностиці призводить до гірших віддалених наслідків. У деяких людей, головний біль виникає і проходить сам собою, при цьому у них відсутні інші симптоми. Такий вид головного болю називається сторожеподібним, через те, що він виникає внаслідок виходу невеликої кількості крові з аневризми, що дозволяє за вчасного діагностування уникнути значно гірших наслідків після розриву аневризми.
Першими кроками оцінки особи з підозрою на субарахноїдальну кровотечу є: збір анамнезу та фізичні проби, які використовуються для диференціації САКу та інших причин симптомів. Діагноз не може бути встановлений виключно на клінічних проявах, для підтвердження необхідно використати методи медичної візуалізації, які дозволять підтвердити або виключити кровотечу..

### Візуалізація
Методом вибору є мозкова безконтрастна комп'ютерна томографія. КТ сканування має високу чутливість і дозволяє точно встановити діагноз у більше 95 % усіх випадків, особливо якщо було виконано протягом першого дня після появи перших симптомів Метод магнітно-резонансної томографії є більш точним аніж КТ сканування у випадку появи первинних симптомів декілька днів перед самою процедурою. КТ сканування протягом 6 годин після появи перших симптомів дозволяє діагностувати близько 98.7 % усіх випадків.
САК виникає спонтанно, зазвичай через розрив аневризми артерій головного мозку, проте може бути результатом травми голови. У більшості випадків, діагноз встановлюється протягом 6 годин від появи симптомів за допомогою комп'ютерної томографії голови. Іноді для підтвердження діагнозу є необхідним проведення люмбальної пункції. Менше 10 % пацієнтів зі згаданою симптоматикою САК діагностують САК.
Люмбальна пункція, при які частина спинномозкової рідини з люмбарного мішка забирається голкою, дозволяє встановити діагноз у 3 % хворих. Незважаючи на це, при неможливості проведення КТ сканування голови ця проба є варіантом вибору. Забирають не менше 3 проб. Якщо еритроцити наявні в однаковій кількості в усіх пробах це свідчить про субарахноїдальну кровотечу. Якщо кількість знайдених еритроцитів зменшується у кожній наступній пробі, здебільшого їхня присутність пов'язана з пошкодженням судини під час процедури.
Зразок спинномозкової рідини необхідно обстежувати на присутність ксантохромії — жовтого забарвлення центрифугованої проби. Ксантохромія визначається спектрофотометричним методом (визначенням поглинання світла з певною довжиною хвилі) або візуальним методом. Доказовість цих методів приблизно однакова. Ксантохромометрія дозволяє визначити САК протягом декількох днів після перших симптомів. Ця проба стає можливою після 12 годинного інтервалу по виникненню перших проявів, через те, що вихід гемоглобіну з еритроцитів і його перетворення в білірубін займає декілька годин.

### Ангіографія
Після підтвердження субарахноїдального крововиливу має бути визначено його походження. Найчастіше у випадку САК — це розрив аневризми, який найкраще візуалізується за допомогою комп'ютерної рентгенівської томографії (КТ). Введення контрастних речовин проводиться або звичайним методом, в магістральні судини або більш точним, коли ін'єкції рентгеноконтрастних препаратів проводяться через катетер безпосередньо в потрібні мозкові артерії. Контрастування значно полегшує виявлення аневризм судин. Катетерна ангіографія також дає можливість здійснення під її контролем малоінвазивного ендоваскулярного лікування аневризми.

### ЕКГ

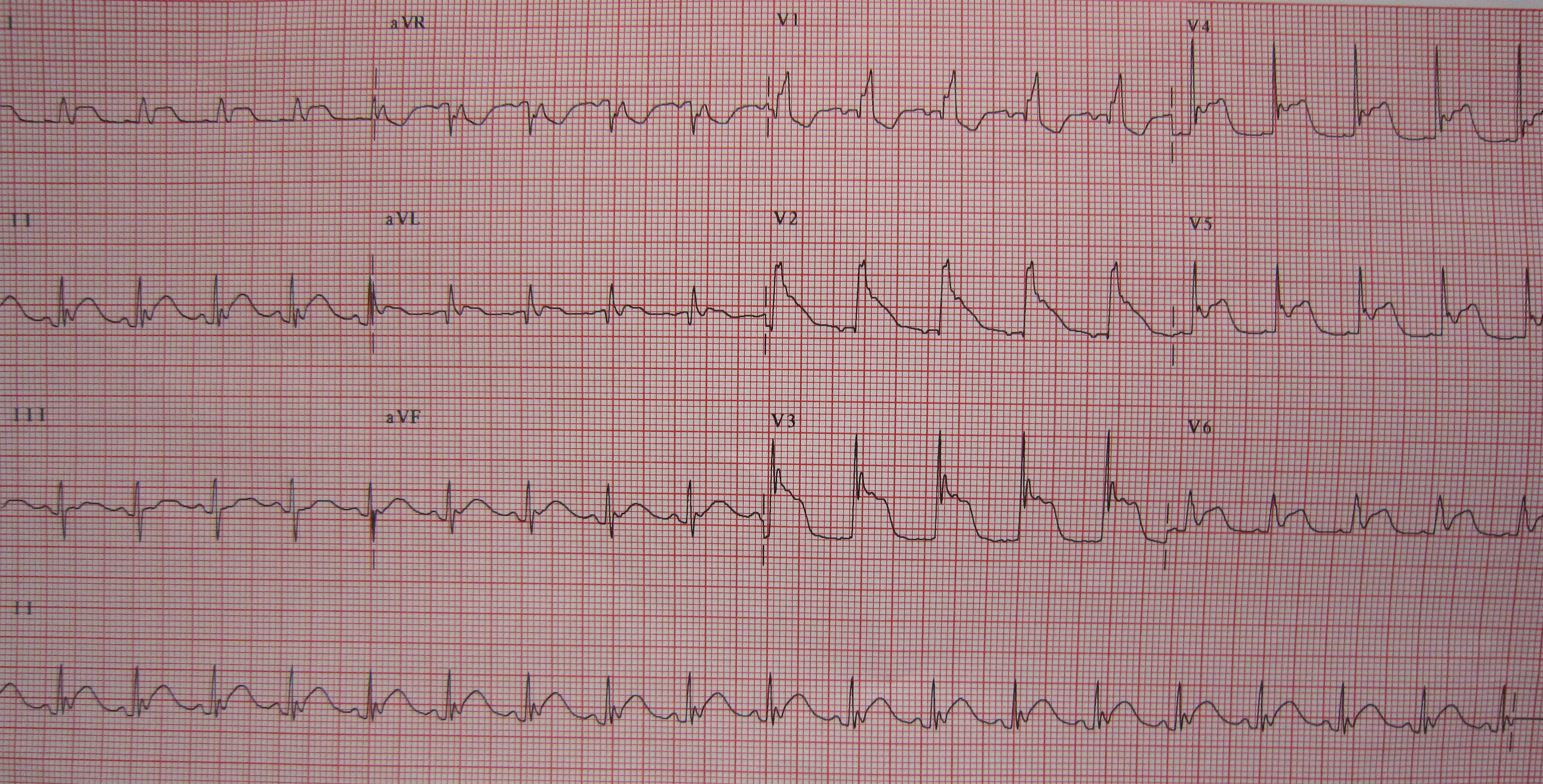
Елевації сегменту ST на ЕКГ у жінки з тяжкою травмою ЦНС спричиненою субарахноїдальною кровотечею.

Зміни на електрокардіограмі у хворих САК трапляються порівняно часто — 40-70 % від усіх випадків. Ці зміни: подовження QT інтервалу, пролонгація Q хвилі, серцеві дисритмії та ST елевація, що також є типовими проявами серцевого нападу.

## Прогноз
При першому крововиливі з аневризми летальність становить близько 60 %, ще 15 % хворих гинуть при повторному розриві в наступні кілька тижнів. Після 6 місяців ймовірність повторного розриву становить близько 5 % на рік. Загалом прогноз при церебральних аневризмах досить серйозний. Він дещо кращий при кровотечах з артеріовенозних мальформацій і найсприятливіший у тих випадках, коли при церебральній панангіографії аневризма не виявлена, що свідчить про самостійне закриття джерела кровотечі (самовиліковування аневризми).

## Лікування
Хворому призначають суворий постільний режим з виключенням будь-яких фізичних та емоційних напружень. Необхідно забезпечити достатнє надходження рідини й поживних речовин. При збудженні призначають діазепам, для зменшення головного болю — ненаркотичні анальгетики, кодеїн. Повторні люмбальні пункції для зниження внутрішньочерепного тиску проводять тим пацієнтам, яким перша діагностична люмбальна пункція приносила полегшення головного болю. При розвитку гострої гідроцефалії вводять діуретики, іноді дренують шлуночки, аж до накладення вентрікулоперітонеального шунта.
Коагулянти вводять тільки в перші 2 доби. Потім їх введення недоцільно через розвиток порушень мікроциркуляції в головному мозку внаслідок тривалого спазму великих артерій основи мозку. У випадках погіршення — наростання загальномозкових і вогнищевих симптомів на 3-5-й день з моменту субарахноїдального крововиливу і відсутності в лікворі ознак повторного субарахноїдального крововиливу — можна ввести невеликі дози гепарину (по 5000 ОД під шкіру живота 2 рази на добу.) або фраксіпарину.
Хірургічне лікування аневризм є основним методом і його можна проводити у вигляді відкритих операцій або внутрішньосудинних втручань. У 1931 році англійський нейрохірург Дот (англ. Dott) уперше огорнув аневризму м'язом, а в 1937 р. Денді (англ. Dendy) кліпував шийку аневризми спеціально розробленою самостискною кліпсою зі сприятливим результатом.
Транскраніальне оперативне втручання проводять у перші 3 доби після розриву аневризми (гострий період), якщо дозволяє стан хворого. Якщо в цей період операцію не провели, то наступним терміном для оперативного втручання є 5-й та наступні тижні після розриву аневризми (холодний період).
У 1970-ті роки проф. Ф. А. Сербіненко запропонував новий метод лікування артеріальних аневризм, що отримав назву внутрішньосудинної балонізації. Метод передбачає черезшкірну пункцію голкою внутрішньої чи загальної сонної артерії. Через цю голку в судину вводять фторопластовий катетер зі скидним балоном на кінці, який заводять в мішкувату аневризму під контролем електронно-оптичного перетворювача рентгенівського апарату. Після застигання введеного в балон рідкого полімеру (силікону) балон скидають і катетер витягають. Дана методика дозволяє вимкнути аневризму з кровообігу. Цей метод лікування отримав широке застосування у всіх нейрохірургічних клініках світу.
У 1980-ті роки запропоновано досконалішу методику внутрішньосудинної оклюзії мішечкуватих аневризм за допомогою металевих спіралей — койлів.
У багатьох хворих, які перенесли субарахноїдальний крововилив та оперованих, можуть залишатися будь-які неврологічні зміни. Ішемічне ураження мозку внаслідок реактивного спазму судин можна зменшити своєчасним застосуванням гепарину і раннім застосуванням антагоніста кальцію німодипіну всередину по 90 мг кожні 4 години. Якщо зберігається оглушення і сплутаність свідомості, затримується відновлення рухів, призначають гліатілін, ноотропні препарати, кортексин та інші пептиди. При вторинній гідроцефалії, що сполучається, потрібно шунтування шлуночкової системи мозку.

## Епідеміологічні особливості

Середнє число хворих САК на 100.000 населення, поділене за віком.

Відповідно до 51 дослідження в 21 країні САК трапляється в середньому в 9.1 людини на 100.000 населення. Дослідження, які проходили в Японії і Фінляндії показують значно більшу кількість випадків — 22.7 та 19.7 відповідно. У Південній і Центральній Америці ця кількість випадків менша — в середньому 4.2 на 100.000 населення.
Шанс отримати САК збільшується в залежності від віку. Молоді люди значно менше хворіють на САК аніж люди середнього віку. Ризик САК продовжує зростати по відношенню до віку і на 60 % більший у старших людей (>85 років) аніж у 45 та 55 річних.. Ризик САК на 25 % більший у жінок старших 55 років, що швидше за все пов'язано з гормональними змінами внаслідок менопаузи.
Існує генетична схильність до САК — у близьких родичів хворих САК ризик зростає у 3-5 разів. Фактори пов'язані з стилем життя грають більшу роль, аніж генетична схильність. Ці фактори ризику є: куріння, гіпертензія та надмірне вживання алкогольних напоїв. Курці в 2 рази частіше за некурців хворіють САК. Люди європеоїдної раси, люди які проходять гормональну замісну терапію і хворі цукровим діабетом мають менші шанси САК. Є обернена залежність між загальним вмістом холестерину і ризиком нетравматичної САК. Близько 4 % аневризмальних кровотеч починаються після акту сексуальної близькості, 10 % після підйому тяжких предметів.
Загалом, близько 1 % усіх людей мають одну або більше мозкових аневризм. Проте, вони в більшості є малими і тому мають низьку ймовірність розірватись.

## Клінічні прояви
Найтиповішим синдромом субарахноїдальної геморагії є громоподібний головний біль (він описується пацієнтами як схожий до удару по голові).). Головний біль пульсуючого характеру, спрямований до потилиці. Близько третини усіх хворих не мали жодних симптомів окрім цього і у близько 10 %, які звернулись за медичною допомогою з цього приводу діагностують субарахноїдальний крововилив. Блювання трапляється менш часто — у 1 з 14. Конфузія, коматозний стан, втрата чутливості шиї і інші признаки менінгеальниого синдрому можуть бути присутні. Втрата чутливості шиї зазвичай тривай впродовж 6 годин після появи ознак САК. Ізольована дилятація зіниці ока та втрата світлових рефлексів свідчить про дислокацію мозку, в результаті зростання внутрішньочерепного тиску. Через зростання інтракраніального тиску можуть з'являтись внутрішньоочні крововиливи: субгіалоїдна геморагія (під гіалоїдною мембраною, яка вкриває склоподібне тіло ока) і кровотечу в склоподібне тіло. Ці ознаки діагностуються за допомогою оглядів очного дна. Сукупність згаданих симптомів називаються синдромом Терсона (виявляються у 3-13 % усіх випадків) і свідчать про тяжкість САК.
Порушення окорухового нерва (око з пошкодженого боку нерухоме та/або повернене вниз і латерально) може свідчити про кровотечу із задніх сполучних артерій. Судоми більш характерні для крововиливу з аневризми; в інших випадках важко визначити вогнище симптоматики й місце кровотечі. У особи з судомами в анамнезі САК часто стається через артеріовенозні мальформації.
Поєднання внутрішньомозкового крововиливу і зростання інтракраніального тиску призводить до надмірної активації симпатичної системи. Це трапляється за участі двох механізмів: прямого впливу на довгастий мозок, що призводить до активації низхідній симпатичної нервової системи і локального вивільнення медіаторів запалення, які циркулюють в периферії, де вони активують симпатичну систему. Як наслідок симпатичного сплеску, спостерігається раптове збільшення артеріального тиску; опосередковане підвищення скорочень лівого шлуночку і збільшення вазоконстрикції (звуження судин) призводить до збільшення системного судинного опору. Наслідки такого симпатичного перенапруження можуть бути раптовими, сильними й нерідко загрожувати життю. Високі плазмові концентрації адреналіну також можуть призвести до порушення серцевого ритму й електрокардіографічних змін (27 % випадків) і серцевий напад у 3 % випадків може виникнути стрімко після початку кровотечі. і навіть зупинки серця (у 3 % від усіх випадків).. Віддаленим проявом цього процесу є нейрогенний набряк легень , який характеризується підвищеним тиском у легеневих судинах, що призводить до ексудації рідини з легеневих капілярів у альвеоли.
Субарахноїдальний крововилив також може виникнути й після травми голови. Може з'явитися головний біль, порушення свідомості та геміпарез (слабкість однієї сторони тіла). Субарахноїдальний крововилив — часте явище при черепно-мозковій травмі, й означає несприятливий прогноз, якщо він пов'язаний з погіршенням рівня свідомості.

## Причини

Вілізієве коло, з позначеними місцями типового розміщення аневризм

Більшість випадків САК спричинені травмою. У 85 % усіх хворих на САК, причиною був розрив аневризми мозкових судин — ослаблення стінки однієї з судин головного мозку, що призводить до дилятації останньої. Зазвичай вони розташовані у Вілізієвому колі та його гілках. Хоча більшість випадків САК спричинені розривом аневризм малих судин, проте аневризми великих судин, що є менш поширеним явищем, мають вищу схильність до розриву.
У близько 15-20 % усіх випадків спонтанного САК, аневризма на перші ангіограмі не було діагностована. У половини усіх хворих виявляється позамозкова неаневризматична кровотеча, при якій кров обмежується субарахноїдальною порожниною навколо середнього мозку. Джерело кровотечі у цих випадках невідоме. Решта 30-35 % спричинені захворюваннями, які вражають кровоносні судини (артеріовенозні мальформації), порушення судин спинного мозку та кровотечі пухлин різноманітного походження. Вживання кокаїну, серпоподібноклітинна анемія, антикоагулянтна терапія, порушення згортання крові та гіпофізарна апоплексія можуть бути факторами розвитку САК. Пошкодження хребетних артерій, що зазвичай виникає при травмі, також можуть спричиняти САК, якщо пошкодження виникає в місці проходження хребтової артерії у черепі.
Субарахноїдальна кров виявляється за допомогою комп'ютерної томографії у 60 % людей, з черепно-мозковою травмою. Травматичний САК виникає близько місця перелому кісток черепа або пошкодження головного мозку. У більшості випадків травматичний САК асоційований з іншими формами травми головного мозку і тому має гірший прогноз. Залишається незрозумілим що є первинною причиною поганого прогнозу — травматичний САК чи пов'язані з травмою пошкодження мозку.

## Моніторинг і попередження
Моніторинг аневризм не застосовується широко; через те, що аневризми трапляються відносно нечасто, це є економічно невигідно. Якщо особа має 2 або більше близьких родичів, які мали випадки САК спричиненої розривом аневризми, моніторинг може бути необхідним.
Автосомно-домінантний полікістоз нирок, спадкове ниркове захворювання, яке у 8 % хворих асоційоване з мозковими аневризмами, проте ці аневризми зазвичай невеликі і з цієї причини мають менше шансів розірватись. З цієї причини, моніторинг у родини з АДПН рекомендується у разі діагностованого САК хоча би одного члена.
Аневризма може бути діагностована випадково, під час дослідження мозку. Проте, хірургічне лікування аневризм є пов'язане з небезпечними ускладненнями. Міжнаціональне Дослідження Нерозірваних Внутрішньомозкових Аневризм (МДНЕВА) знайшло взаємозв'язок виживання пацієнтів з САК та пацієнтів, яким було діагностована внутрішньомозкова аневризма. У випадку САК, спричиненою розривом аневризм пацієнти мали вищі шанси повторного розриву аневризми. Інша група — яка ніколи не мала кровотечі і, яка була діагностована аневризмами (менших аніж 10 мм), мають більше шансів отримати ускладнення під час втручання аніж в результаті САК. Керуючись МДНЕВА лікування аневризм рекомендується пацієнтам, які мають схильність до розриву аневризм. Окрім цього, не існує жодних доказів про необхідність ендоваскулярного лікування нерозірваних аневризм.

## Лікування
Лікування включає в себе загальну терапія для стабілізації стану разом з специфічним лікуванням причин. Специфічні заходи наступні: превентивні заходи для облітерації джерела кровотечі, превентивні заходи для феномену вазоспазу та попередження і лікування ускладнення.
Стабілізація стану пацієнта є першим пріоритетом. Для хворих зі зниженим рівнем свідомості рекомендується інтубація і використання апарата штучного дихання. Кров'яний тиск, пульс, частота дихання і Шкала Ком Глазго постійно спостерігаються. Одразу опісля підтвердження діагнозу пацієнта рекомендують перевести в відділення інтенсивної терапії, з огляду на те, що у 15 % усіх випадків кровотеча під час госпітального періоду продовжується. Харчування також є важливим аспектом у лікування таких пацієнтів. Використовуючи рото-стравохідну або носо-стравохідну трубку прагнуть залучати фізіологічний спосіб отримання їжі. Для знеболення використовують неседативні засоби, такі як кодеїн, через те, що седативні впливають на ментальний стан і унеможливлять використання Шкали Ком Глазго. Тромбоз глибоких вен попереджують використовуючи компресійний одяг. Сечовий катетер часто застосовують для контролю рідинного балансу організму. Бензодіазепіни використовують для запобігання виснаження. Також можливе використання проблювотних засобів.
Пацієнтам з поганим ступенем свідомості, гострою нейрологічної дизорієнтацію або прогресуючим збільшенням шлуночків на КТ скануванні рекомендують імплантацію шлуночкової дренажної системи.

### Запобігання повторним кровотечам

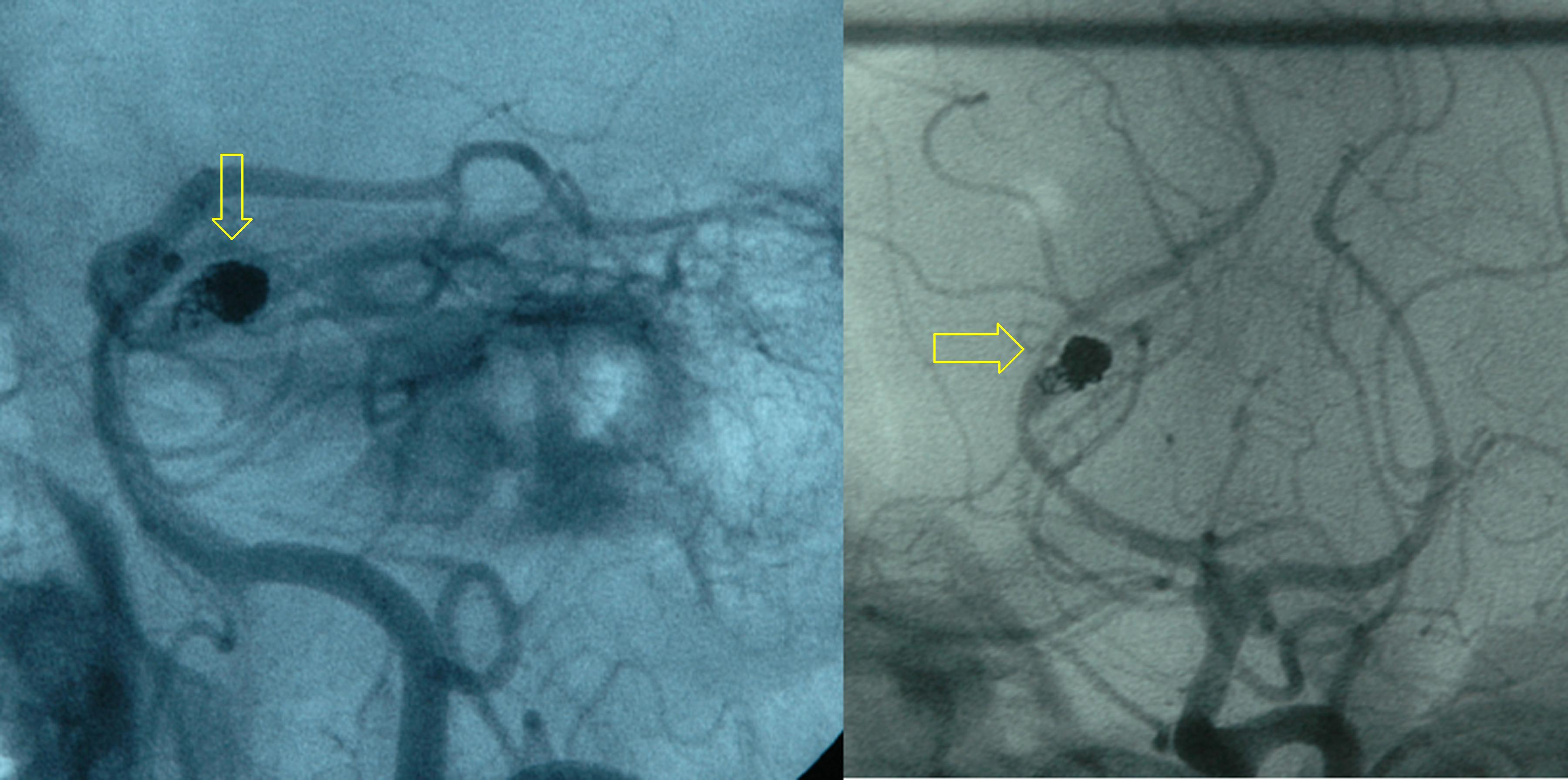
Arteriogram Артеріограма, яка показує частково кліпсовану аневризму (вказана жовтою стрілкою) нисхідної мозкової артерії з залишковим аневризматичним мішком. Хворій, 34 річні жінці, було надане лікування з приводу субарахноїдальної кровотечі.

Групі хворих, в яких за допомогою КТ сканування було діагностовано велику гематому, знижений рівень свідомості або фокальні нейрологічна симптоми, ургентне хірургічне усунення крові або оклюзія місця кровотечі приносить користь. В інших випадках ангіограма та КТ сканування проводять опісля стабілізації стану. Складно передбачити появу повторної кровотечі, проте цей стан несе гірший прогностичний результат. Після 24 годин до 4 тижнів після САК ризик повторної кровотечі становить близько 40 %, тому інтервенційна хірургія повинна проводитись якнайскоріше для зниження ризику. Певними факторами які підвищують ризик є: високий систолічний кров'яний тиск, наявність гематоми у мозку або шлуночках, висока оцінка стану за шкалою Хант-Гесса (3-4), аневризма після місця кровотечі і розмір аневризми >10 мм.
Якщо на ангіографії визначають мозкову аневризму є 2 засоби для зниження ризику повторної кровотечі: кліпування і койлінг. Для кліпування необхідно безпосередній доступ до аневризми, який забезпечується краніотомією. Після отримання доступу кліп прикріплюється до шийки аневризми. Для кліпування необхідно провести краніотомію, накласти кліпи на шийку аневризми. Койлінг проводиться через великі судини (ендоваскулярно): катетер уводять у стегнову артерію у пахвині і проводять через аорту до артерій (сонних і хребетних), що живлять мозок. Коли катетер досягає аневризми, платинові спіральки розпрямляються і викликають утворення тромбу, який перекриває аневризму. Рішення щодо вибору способу лікування приймається консиліумом з нейрохірурга, нейрорадіолога, а також часто інших лікарів-спеціалістів.
У більшості вибір кліпування та койлінгу базується на локалізації аневризми, її розміру і стану пацієнта. Внутрішньосудинний доступ до аневризм серединної мозкової артерії і її гілок складний, тому методикою вибору є койлінгування. Основна артерія і задні мозкові артерії складні для прямого хірургічного доступу, тому в цих випадках вибирають ендоваскулярні методи. Вибір хірургічного доступу до аневризм ґрунтуються на досвіді лікаря. Не існує достатніх доказових досліджень лікування аневризм, проте існують дані, що у пацієнтів з малими аневризмами (до 10мм) у 20 % вони зустрічаються у басейнах передньої мозкової артерії і передньої сполучної артерії. Це дослідження, Інтернаціональне Дослідження Субарахноїдальних Аневризм (ІДСА) показало зниження летальних випадків (7.4 % абсолютного зниження ризику і 23.5 % відносного зниження ризику) у випадку використання ендоваскулярного койлінгу. Головний недолік койлінгу — виникнення повторної аневризми. Це трапляється дуже рідко при хірургічному доступі. ІДСА показало, що 8.3 % пацієнтів, в яких аневризма лікувалась за допомогою койлінгу потребують повторне лікування. Отже для пацієнтів, в яких використаний ендоваскулярний доступ лікування аневризм необхідне довготривале спостереження для ранньої ідентифікації повторних аневризм. Інші дослідження підтверджують цю тенденцію.

### Вазоспазм
Вазоспазм, при якому кровоносні судини звужуються викликаючи обмеження кровотоку є важким ускладнення САК. Це спричиняє ішемічне враження мозку (віддалені ішемії) і постійне пошкодження головного мозку через гіпоксію частин мозку. Залежно від тяжкості вазоспазму він може бути летальним. Віддалені ішемії характеризуються додатковими нейрологічними симптомами, які підтверджуються за допомогою методу транскраніального доплеру або церебральної ангіографії. Третина усіх хворих САК матимуть віддалену ішемію, в результаті якої у половини виникне постійне ушкодження головного мозку. За розвитком вазоспазму можна спостерігати за допомогою методу транскраніального доплера кожні 24-48 годин. При вазоспазмі швидкість потоку крові становитиму 120 см/с.
Використання блокаторів кальцієвих каналів вважається доцільним для запобігання вазоспазму. Використання німодіпіну, блокатора кальцієвих каналів у оральній формі випуску, покращує віддалені результати, якщо його вживання було почату між 4 та 21 днем після САК, навіть якщо вазоспазм не був діагностований. У випадку травматичного САК німодіпін не впливає на перебіг захворювання, тому в цьому випадку його використання є недоцільним. Дослідження використання інших блокаторів кальцієвих каналів та магнезії показало, що вони не покращують стан пацієнта, тому їх використання також є недоцільним.
Деякі старіші дослідження рекомендували використання статинової терапії, проте метааналіз сучасних досліджень не показало жодних покращень стану пацієнтів при використанні даної терапії. Кортикостероїдні та мінералкортикоїдні препарати можуть бути превентивними засобами для вазоспазму, проте їх використання також не має в свої основі доказовості.
Протокол «потрійний Г» використовується для оцінки необхідності лікування вазоспазму:  гіпертензія, гіперволемія і гемодилюція. Для цього підходу не існує доказової бази.
Якщо симптоми віддаленої ішемії не покращуються при використанні медичного лікування рекомендується використання ангіографії для визначення місць вазоспазму і введення медикації безпосередньо інтрасудинно.

### Інші ускладнення
Гідроцефалія (ускладнення відтоку цереброспінальної рідини) є коротко- і довгочасним ускладненням САК. Це ускладнення діагностується за допомогою КТ сканування, на якому в цьому випадку помітне збільшення латеральних шлуночків. При зниженому рівні свідомості дренаж рідини забезпечується за допомогою терапевтичної люмбарної пункції, екстрашлуночкового дренажу або постійного шунта. Вирішення проблеми гідроцефалії в більшості призводить до значного покращення загального стану пацієнта. Непостійність кров'яного тиску, електролітні розлади, а також пневмонія і серцева недостатність зустрічаються у близько половини усіх діагностованих САК і призводять до погіршення прогнозу. Інсульти виявляються у близько третини усіх випадків. Є гіпотеза, що антиепілептичні медикаменти покращують прогноз пацієнта. Незважаючи на те, що ця практика поширена, вона є доволі суперечлива і не має достатньої доказової бази. Деякі дослідження доводять, що використання цих препаратів насправді погіршують прогноз; залишається незрозумілим результат цих досліджень — чи він спричинений використаннях даних препаратів у пацієнтів з гіршим станом чи насправді медикаменти викликають це погіршення. Пацієнти з САК мають схильність до шлункових кровотеч через стресові виразки.

## Прогноз

### Короткотривалий прогноз
САК часто асоційованим з поганим прогнозом. Показник смертності у пацієнтів з САК коливається між 40-50 %, але в останні роки є тенденція до покращення. З хворих, які пережили госпіталізацію, 25 % матимуть серйозні обмеження у їхньому життю і лише 5 % з них не матимуть жодних наслідків. Затримка діагностики САК легкого ступеню також призводить до погіршення прогнозу. Фактори які асоційовані з гіршим результатом лікування наступні: низька неврологічна оцінка; систолічна гіпертензія; попередній діагнози інфарктів міокарда або САК; захворювання печінки; велика кількість крові або велика аневризма; розміщення аневризми в басейні задньої мозкової артерії; похилий вік пацієнта. Фактори, які асоційовані з гіршим прогнозом під час госпітального етапу, наступні: віддалена ішемія, вазоспазм, інтрацеребральна гематома, внутрішньошлуночкова кровотеча наявність гарячки на восьмий день перебування.
Так звана ангіограм-негативна субарахноїдальна кровотеча, при якій чотирьох-судинна ангіограма показала відсутність аневризм має кращий прогноз, аніж САК з аневризмами; проте, вона все одно асоційована з підвищеним ризиком ішемії, повторної кровотечі і гідроцефалією. Перимезенцефалічна САК (кровотеча навколо середнього мозку) має низькі шанси повторної кровотечі або віддаленою ішемії, тому прогноз такого субтипу САК сприятливий.
Прогноз травми голови пов'язаний із розташуванням і кількістю крові, шо втрачена через САК. Складно відокремити ефекти САК від інших ускладнень травми головного мозку; не з'ясовано чи САК насправді погіршує прогноз чи він лише є якісним показником ступеню травми. Хворі з травмою голови середнього або тяжкого ступеня з діагностованим САК мають в 2 рази більшу смертність, аніж ті, в яких відсутня САК. Вони також мають вищий ризик важкої інвалідності або постійного вегетативного стану.. Також травматичний САК часто корелюється з іншими маркерами гіршого прогнозу, такими як посттравматична епілепсія, гідроцефалія і довше перебування з відділенні інтенсивної терапії. Крім цього, більше 90 % хворих на травматичний САК з оцінкою більше 12 за Шкалою Ком Глазго мають хороший прогноз.
Є сучасні дані генетичних факторів, які впливають на прогноз при САК. До прикладу, при наявності двох копій ApoE4 (варіанту гену, який кодує аполіпопротеїн E, який також відіграє важливу роль у хворобі Альцгеймера) мають підвищену схильність до віддаленої ішемії і гіршого прогнозу. Наявність гіперглікемії після епізодів САК пов'язана з гіршим прогнозом.

### Довгостроковий прогноз
Нейрокогнітивні симптоми, такі як втома, погіршення настрою, а також інші симптоми є поширеними наслідками. Навіть у випадку хорошого нейрологічного відновлення є висока ймовірність появи тривожності, депресії і посттравматичного стресового синдрому; 46 % усіх хворих САК мають когнітивні порушення, які впливають на якість життя. Більше 60 % згадують про появу частих головних болів. Аневризматична субарахноїдальна кровотеча може призводити до пошкодження гіпоталамусу та гіпофізу, 2 ділянок мозку, які грають важливу роль у підтриманні гормонального балансу організму. У більш ніж чверті пацієнтів, які перенесли САК розвивається гіпопітуїтаризм (нестача одного або більше гормонів гіпоталамо-гіпофізарної системи).